# Conochares catalina
Conochares catalina är en fjärilsart som beskrevs av Smith 1906. Conochares catalina ingår i släktet Conochares och familjen nattflyn. Inga underarter finns listade i Catalogue of Life.